# Benedek Jávor

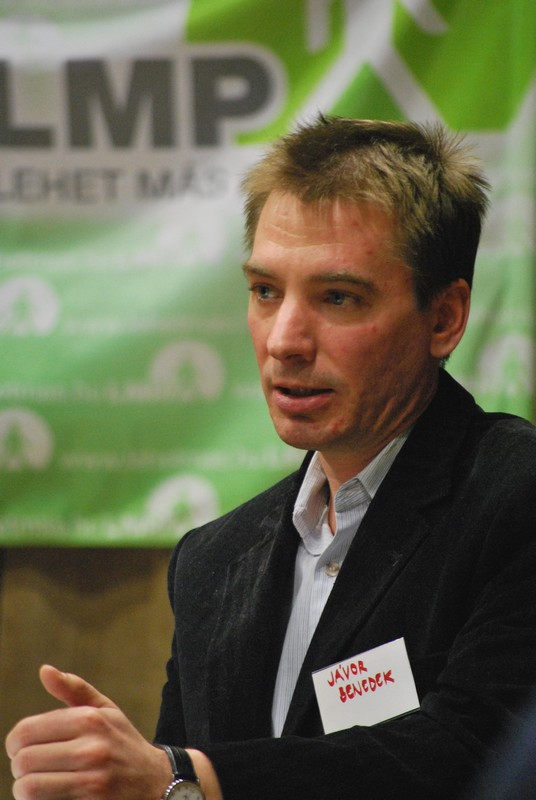
Benedek Jávor (2010)

Benedek Jávor (* 2. Juli 1972 in Budapest) ist ein ungarischer Politiker der Partei Dialog für Ungarn und Biologe.

## Leben
Jávor studierte Biologie. Er war zunächst Mitglied der politischen Partei Lehet Más a Politika. 2013 wurde er Mitglied der neugegründeten Partei Párbeszéd Magyarországért.
Von Mai 2010 bis Mai 2014 war er Abgeordneter im Ungarischen Parlament und vom 1. Juli 2014 bis zum 1. Juli 2019 Abgeordneter im Europäischen Parlament in der Fraktion Die Grünen/Europäische Freie Allianz. Dort war er stellvertretender Vorsitzender im Ausschuss für Umweltfragen, öffentliche Gesundheit und Lebensmittelsicherheit.